# Johann Peter Hasenclever
Johann Peter Hasenclever, född 18 maj 1810 i Remscheid, död 16 december 1853 i Düsseldorf, var en tysk konstnär.
Hasenclever, som var elev till Friedrich Wilhelm von Schadow, var verksam i Düsseldorf och gjorde uteslutande humoristiska, ofta satiriska småbilder med utsökt ljusbehandling, särskilt i interiörerna. Bland hans verk märks Weinprobe im Keller och Lesekabinett, båda på National-Galerie i Berlin.